# بوئینگ سی-۹۷ استراتوفرایتر
بوئینگ سی-۹۷ استراتوفرایتر (به انگلیسی: Boeing C-97 Stratofreighter) یک هواپیمای ساختِ بوئینگ در کشور ایالات متحده آمریکا است که در سال ۱۹۴۴–۱۹۵۲ ساخته شد. نخستین استفاده‌کنندهٔ این هواپیما نیروی هوایی ایالات متحده آمریکا بوده‌است. این هواپیما در ۹ نوامبر ۱۹۴۴ میلادی نخستین پرواز خود را انجام داد.